# Marger
Marger, margenador, margener, mestre de paret seca, són els noms amb què es coneixen el constructors de pedra en sec, que aixequen marges, parets i altres elements sense ciment ni altre material de lligam entre les pedres.
Es tracta d'un ofici amb una llarga història arreu de la Mediterrània i que a l'illa de Mallorca inicià la seva recuperació el 1987, amb la creació de l'Escola de Marges de l'ajuntament de Sóller, que assumí el Consell de Mallorca el 1988, i que des de llavors realitza cursos de formació i accions de divulgació de la tècnica i l'ofici.
Aquestes tasques de formació es realitzen també a altres indrets de l'Estat i d'Europa, on existeixen associacions professionals a Gran Bretanya i a França.
A l'Estat Espanyol ha aconseguit el reconeixement oficial el 2020, amb la creació de la qualificació professional de constructor de pedra en sec, que defineix les competències professionals necessàries i que permet acreditar-les per via de l'experiència i de la formació no formal.
Entre els reconeixements que ha rebut l'ofici es troba la inclusió el 2018 dels coneixements i de les tècniques associades a la construcció de pedra en sec a la llista de la Unesco del Patrimoni Cultural Immaterial de la Humanitat.